# Elatostema obtusum
Elatostema obtusum es una especie de planta del género Elatostema, perteneciente a la familia Urticaceae.

## Taxonomía
Elatostema obtusum fue descrita por Hugh Algernon Weddell en 1854.

## Distribución
Se encuentra en el territorio del Himalaya hasta China e Indochina, y desde Taiwán hasta Filipinas.